# جون جيريمياه سوليفان
جون جيريمياه سوليفان (بالإنجليزية: John Jeremiah Sullivan)‏ هو محرر وصحفي أمريكي، ولد في 1974 في لويفيل في الولايات المتحدة.